# 弄岗纤树蛙
弄岗纤树蛙（学名：Gracixalus nonggangensis）一种分布于中国广西壮族自治区和越南北部等地区的两栖动物，隶属于树蛙科纤树蛙属。模式产地为中国广西龙州县弄岗国家级自然保护区。其种加词“nonggangensis”意为“弄岗的”。

## 形态特征
弄岗纤树蛙体型中等，雄蛙体长29.9～35.3毫米，雌蛙体长33.6～38毫米。身体背部皮肤光滑，呈淡黄橄榄色，自两眼间到肩部有一深绿色不规则宽斑，分叉于背部后端；身体腹部为白色，具淡灰蓝色斑点及棕色纹路。